# Prêntice
Prêntice Maciel Teixeira (Pelotas, 31 de maio de 1956 — Petrópolis, 25 de junho de 2005), conhecido apenas como Prêntice, foi um cantor e compositor brasileiro.
Se tornou popular através da canção "Não Diga Nada", que entrou na trilha sonora da novela Ti Ti Ti, da rede Globo.

## Carreira
Irmão de Maritza Fabiani (da dupla Kris e Cristina), começou a se interessar pela música aos 14 anos de idade. Tereza Cristina, outra irmã do cantor, era casada com Paulo César Barros (integrante da banda Renato e seus Blue Caps), e Prêntice acompanhava Paulo César, aos 18 anos de idade, compondo e tocando violão, e com ele começou a aprender os primeiros acordes que futuramente o levariam a compor canções que se tornaram sucessos na voz de renomados artistas. 
Ainda aos 14 anos, ingressou em uma escola de música, e chegou a ter aulas de canto com Paulo Fortes. Resolveu seguir a carreira de compositor, o que não o impediu de gravar seu principal sucesso como cantor: "Não Diga Nada", em parceria com Ed Wilson, Gilson e Ronaldo Bastos, e que na novela Ti Ti Ti, da Rede Globo, era o tema da personagem da atriz Myriam Rios, e que mais tarde seria regravada por Fábio Júnior, Rodrigo Faro, Filhos da Lua e Só pra Contrariar. A música "Você Ainda Mora em Mim", outro sucesso de Prêntice, foi tema da novela Jogo do Amor, exibida pelo SBT nos anos 80.
Participou do Festival dos Festivais, organizado pela Globo em 1985. Interpretou "Violão e Voz", composta em parceria com o paranaense Heitor Valente, e que depois entrou na trilha sonora da novela De Quina pra Lua, da Rede Globo.
Além de cantor, Prêntice também foi um bem-sucedido compositor. Além de "Não Diga Nada", são de sua autoria: "Aguenta Coração" (composta também por Ed Wilson e Paulo Sérgio Valle), gravada por José Augusto, e que foi tema da novela Barriga de Aluguel, também da Globo, "Pede a Ela", gravada por Tim Maia, "Viver e Deixar Rolar", gravada por Wando, e voltaria a atuar como intérprete, em "Ainda Acredito" (participação de Ivan Lins), "Carinhos", outro sucesso de Tim, "Ama quem te ama", com Elymar Santos, "Desiguais", com Alcione, e com Xuxa: "Dança da Xuxa", "O Circo", "Conta Comigo", "O Boto Rosa", "Cobra, Chapéu e Palito" e "A Voz dos Animais" - com esta última, ganhou o Prêmio Sharp, juntamente com Xuxa. Compôs também a música do papagaio Louro José, do programa "Mais Você".

## Morte
Prêntice morreu em 25 de junho de 2005, aos 49 anos de idade. Estava em Petrópolis, cidade onde foi criado, quando sofreu um infarto fulminante.

## Discografia
Singles
- 1979: Na Hora de te Encontrar/Assim Não Vou Viver
- 1984: Você Ainda Mora em Mim/Sou Louco
- 1985: Não Diga Nada

EPs
- 1986: Prêntice

Solo
- 1988: Prêntice